# Bernard Mieńkowski
Bernard Mieńkowski (ur. 8 lutego 1923 w miejscowości Jaszkiewicze, powiat wołożyński, województwo nowogródzkie, zm. 27 kwietnia 2020 w Warszawie) – polski oficer Wojsk Łączności, pułkownik ludowego Wojska Polskiego, komendant Wojskowego Instytutu Łączności.

## Przebieg służby
Służbę wojskową rozpoczął w sierpniu 1944 roku w 16 Samodzielnej Kompanii Łączności 9 Dywizji Piechoty 2 Armii Wojska Polskiego. 
- 1944–1945 – dowódca radiostacji RBM, starszy telegrafista radiostacji RSB-F w 16 Samodzielnej Kompanii Łączności
- 1945–1946 – dowódca radiostacji  RSB-F w 16 16 Samodzielnej Kompanii Łączności
- 1946–1948 – dowódca plutonu radiostacji dużej mocy w 1 pułku łączności
- 1948–1949 – dowódca kompanii radiostacji małej mocy w 1 pułku łączności
- 1949-1954 – słuchacz Wojskowej Akademii Łączności w Leningradzie
- 1954–1955 – kierownik sekcji anten w Wojskowego Instytutu Łączności
- 1955–1956 - zastępca komendanta Wojskowego Instytutu Łączności do spraw badań komendanta
- 1956–1964 – dowódca 56 batalionu radiolinii w Sieradzu (od 1962 15 pułk radioliniowo-kablowy)
- 1964–1966 – zastępca komendanta WIŁ
- 1966–1969 – komendant Wojskowego Instytutu Łączności
- 1969-1976 – zastępca szefa Wojsk Łączności Ministerstwa Obrony Narodowej gen. bryg. Leona Kołatkowskiego

W czerwcu 1976 zakończył zawodową służbę wojskową i przeszedł w stan spoczynku.
W trakcie służby ukończył również Podyplomowe Studium Badań Operacyjnych w Instytucie Matematycznym PAN (1969) oraz Centralny Kurs             Normalizacji w Polskim Komitecie Normalizacji Miar i Jakości.

## Awanse
- 1945–1946 – kapral, sierżant, starszy sierżant
- 1946 – chorąży
- 1949 - 1954 – podporucznik, porucznik
- 1954 – kapitan
- 1956 - major
- 1964 – podpułkownik
- 1966 – pułkownik

## Odznaczenia
- Krzyż Oficerski Orderu Odrodzenia Polski
- Krzyż Kawalerski Orderu Odrodzenia Polski
- Krzyż Walecznych
- Srebrny Krzyż Zasługi
- Brązowy Medal „Zasłużonym na Polu Chwały”
- Złoty Medal „Siły Zbrojne w Służbie Ojczyzny”
- Srebrny Medal Siły Zbrojne w Służbie Ojczyzny
- Brązowy Medal Siły Zbrojne w Służbie Ojczyzny
- Złoty Medal „Za zasługi dla obronności kraju”
- Srebrny Medal „Za zasługi dla obronności kraju”
- Brązowy Medal „Za zasługi dla obronności kraju”